# Ultramar
Se denomina ultramar a un ámbito geográfico que está del otro lado del mar, teniendo como referencia el punto desde el que se habla.

## Historia
Una referencia ascendente del vocablo ultramar se encuentra en el libro Gran conquista de Ultramar que data del siglo XIII. En el siglo XIV también se aplicaba a las navegaciones con las Indias del mar de las Indias, que era el antiguo nombre dado al océano Índico. Es pues una voz de carácter genérico o universal, al igual que «Indias», voz popularizada por los viajes de Marco Polo.

### Voz «ultramar» en relación con España
Tras el descubrimiento de América en 1492, una nueva era de ultramar y la propia voz se sucedieron sin solución de continuidad. Regresado Cristóbal Colón de su primer viaje, se celebró audiencia con los Reyes Católicos en Barcelona (1493). Desde allí los Reyes designaron a Sevilla como la ciudad donde debiera establecerse una oficina para las nuevas Indias para entender, a partir de ese mismo año, en los asuntos relacionados con las expediciones hacia la ultramar americana.
Se creó esta oficina en 1493, desde la cual Colón organizó una segunda expedición y todo lo concomitante a la ultramar atlántica o transatlántica, dispondría así de esta institución inaugurándose. Otro designio acontecería ese año, los Reyes designaron a Cádiz como puerto oficial de Ultramar con privilegio de aduana (constitucionalmente dependiente de la administrativa Sevilla), es por esto que la segunda, tercera y cuarta expediciones colombinas partieran oficialmente desde Cádiz.
En 1503 se fundó la Casa de Contratación de Indias en esta misma ciudad, refundiéndose con dicha primigenia oficina de Indias.
España siguió denominando, según sus antiguas legislaciones, usos y costumbres, «provincias o reinos» a todas las incorporaciones de territorios de ultramar del «Nuevo Mundo» que se sucedieron durante el siglo XVI. Descubrimientos «universales» que se complementarían con los «conocimientos sobre las culturas autóctonas precolombinas» se sucederían vertiginosamente, junto a las vicisitudes inherentes geo-políticas que devinieron en las posesiones que en derecho internacional y de gentes constituyeron gradualmente el denominado Imperio español en América.
El descubrimiento por Núñez de Balboa del mar que este designara genéricamente como Mar del Sur y la ulterior expedición de Fernando de Magallanes (atravesando el estrecho sudamericano), abrieron geográficamente el paso navegable Atlántico-Pacífico, otra nueva ultramar, que nuevamente devino en exploraciones y en la incorporación gradual de las Filipinas, isla de Guam y el resto de islas del Pacífico que, por ende, formarían parte de la Corona española.

## Edad Contemporánea

### En relación con España
Durante el siglo XIX se creó el Ministerio de Ultramar. Por espacio de algunos años se creó el Consejo Real de España y Ultramar, que sustituyó al Consejo de Estado.
En el Archivo General Militar de Segovia existen unos fondos que proceden de las Capitanías Generales de Ultramar (Cuba, Puerto Rico, Filipinas, Islas Marianas) así como Inspecciones de las Armas en Cuba, Gobiernos Militares de Ultramar y de la Caja General de Ultramar y Depósitos de Bandera y Embarque.
En España los comercios donde se vendían productos alimenticios de tierras americanas se llamaban tienda de ultramarinos.

### En relación con otras potencias
Se relaciona también con la revolución industrial británica (overseas en inglés).